# Браун, Синди (баскетболистка)
Синтия Луиза «Синди» Браун (англ. Cynthia Louise "Cindy" Brown; род. 16 марта 1965 года в Портленде, Орегон) — американская профессиональная баскетболистка, выступавшая в женской национальной баскетбольной ассоциации. Она была распределена на драфте расширения ВНБА под общим первым номером в команду «Детройт Шок». Играла на позиции тяжёлого форварда и центровой.

## Ранние годы
Синтия Браун родилась 16 марта 1965 года в городе Портленд (штат Орегон), училась там же в средней школе Грант, в которой выступала за местную баскетбольную команду.